# Antonio Guzmán Fernández
Silvestre Antonio Guzmán Fernández (ur. 12 lutego 1911 w Concepción de La Vega, zm. 4 lipca 1982 w Santo Domingo) – dominikański polityk, biznesmen i posiadacz ziemski. Prezydent kraju w latach 1978–1982.

## Życiorys
Jeszcze jako nastolatek rozpoczął pracę w biznesie. Dzięki zarobionym pieniądzom zainwestował w ziemię. Od lat 40. był jednym z zamożniejszych posiadaczy ziemskich. Po śmierci dyktatora Rafaela Trujillo wstąpił do Dominikańskiej Partii Rewolucyjnej (PRD). Gdy Juan Bosch z PRD został wybrany na prezydenta w grudniu 1962 roku, Guzmán objął urząd ministra rolnictwa. Ministerstwem zarządzał aż do obalenia Boscha we wrześniu 1963 roku. W 1966 roku był kandydatem na wiceprezydenta z ramienia PRD. W 1978 roku objął przewodnictwo w partii. W tym samym roku wystartował w wyborach prezydenckich. Pokonał w nich urzędującego prezydenta Joaquína Balaguera. Urząd prezydenta objął 16 sierpnia 1978. Jego wyborowi sprzeciwiła się armia i poprzednik, przed puczem ochroniło go publiczne poparcie ze strony Stanów Zjednoczonych. W trakcie prezydencji prowadził ofensywną politykę agrarną, prowadzącą do uzyskania przez kraj samowystarczalności żywnościowej. Na miesiąc przed końcem kadencji popełnił samobójstwo.